# Kostka toaletowa

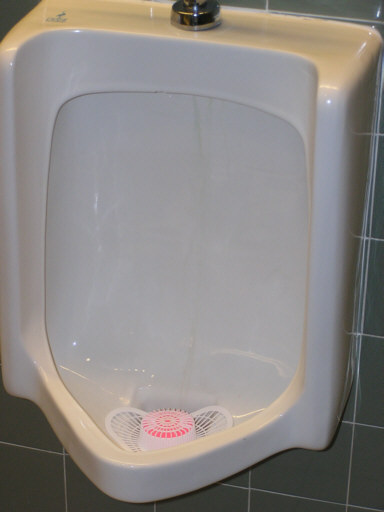
kostka toaletowa (różowa) w koszyczku wewnątrz pisuaru

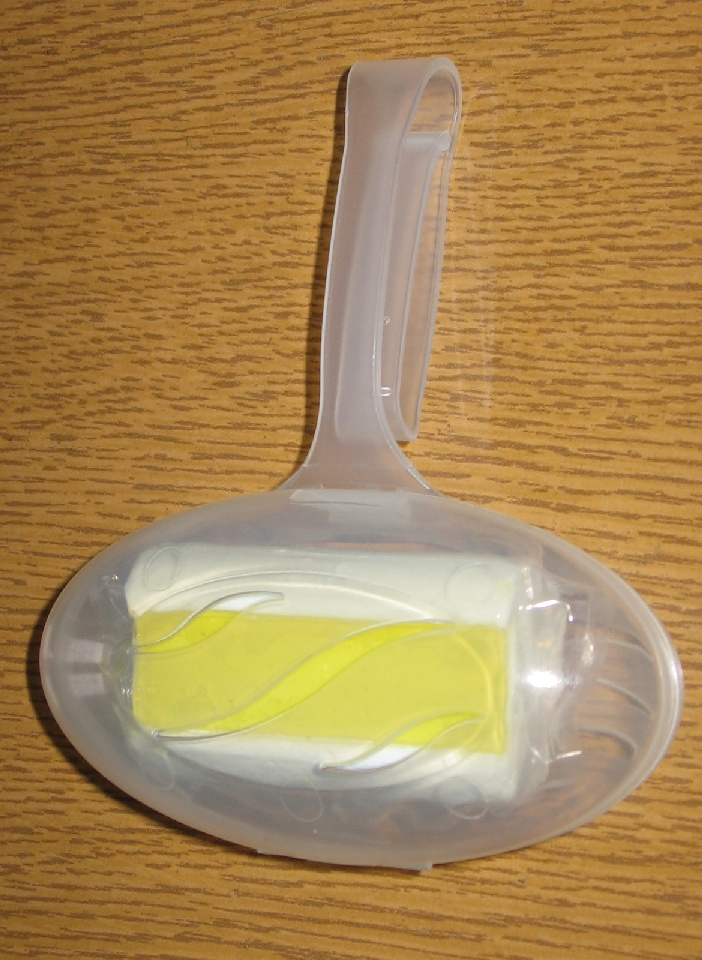
kostka toaletowa (żółta) w koszyczku, przed zawieszeniem w muszli klozetowej

Kostka toaletowa – mieszanina środków chemicznych o działaniu odświeżającym, dezynfekującym i oczyszczającym, umieszczana w ubikacjach – w muszlach klozetowych i pisuarach, mająca za zadanie zniwelować nieprzyjemny zapach wydzielający się z ubikacji i ułatwiać utrzymanie jej w czystości. Kostka taka zazwyczaj umieszczana jest na dnie pisuaru lub zawieszana w plastikowym koszyczku na krawędzi muszli klozetowej tak, aby podczas każdego spłukiwania woda przepływając wokół kostki częściowo ją rozpuszczała, a zawarte w niej chemikalia rozprowadzane były po wewnętrznej powierzchni muszli.
Skład chemiczny kostek różnych producentów różni się, różnią się też one kolorem i zapachem, ale zazwyczaj znajdują się w nich: węglan wapnia, środki zagęszczające (m.in. siarczan sodu), środki powierzchniowo czynne (dodecylbenzyloosulfonian sodu i laurylosulfonian sodu), utleniacze, środki perfumujące, środki barwiące itd. Zawierać mogą też dichlorobenzen lub naftalen.